# Хайнрих II фон Цвайбрюкен-Бич-Оксенщайн
Хайнрих II фон Цвайбрюкен-Бич-Оксенщайн (на немски: Heinrich II von Zweibrücken-Bitsch-Ochsenstein; * 1443; † между 3 март 1499 и 1 март 1500) от род Валрамиди е граф на Графство Цвайбрюкен и господар на Бич и Оксенщайн в Елзас.

## Произход
Той е единствен син на граф Хайнрих I фон Цвайбрюкен-Бич-Оксенщайн († 1453) и съпругата му Кунигунда фон Оксенщайн (1422 – 1443), дъщеря на Фолмар фон Оксенщайн († 1426) и Аделхайд фон Хоен-Геролдсек († 1440/1454).

Внук е на Симон IV фон Цвайбрюкен-Бич († 1406/1407) и Хилдегард фон Лихтенберг († сл. 1436).

## Фамилия
Хайнрих II фон Цвайбрюкен се сгодява на 23 септември 1477 г. и се жени на 29 ноември 1477 г. във Вайтерсвайлер за графиня Барбара фон Тенген-Неленбург († 1489/пр. 1492), вдовица на граф Улрих фон Йотинген-Флохберг († 28 май 1477), дъщеря на Йохан V фон Неленбург († 1484) и Берта фон Кирхберг († 1482). Те имат четири деца:
- Отилия фон Цвайбрюкен-Оксенщайн (* 3 октомври 1478; † сл. 1536), неомъжена
- Кунигунда фон Цвайбрюкен-Оксенщайн († сл. 1515), омъжена 1507 г. за Ханеман фон Даун-Оберщайн († 1530), господар на Оберщайн, Риксинген и Форбах
- Сабина фон Цвайбрюкен-Оксенщайн († сл. 1562)
- Георг фон Цвайбрюкен-Бич-Оксенщайн (* пр. 1500; † пр. 12 март 1559, Фрайбург), граф, неженен

## Галерия
- Гербът на род Оксенщайн
- Грос-Оксенщайн, 19 век
- Оксенщайн в Елзас, 16 век